# Yuma County (Colorado)
Yuma County je okres ve státě Colorado ve Spojených státech amerických. K roku 2000 zde žilo 9 841 obyvatel. Správním městem okresu je Wray. Celková rozloha okresu činí 6 136 km².